# Brtvenica
Brtvenica služi da se stežu brtve, a to je strojni sklop s kućištem, prirubnicom i steznim vijcima, u kojoj čvrsto prilegnu uz kliznu plohu.

## Objašnjenje
Brtvljenje nabijanjem u brtvenice dolazi u obzir najviše za spojeve dijelova koji se gibaju razmjerno sporo. Izvodi se kako s pomoću brtvila od kojih se brtve prave na samome mjestu tako i s pomoću već gotovih brtava. Zajedničko svim tim materijalima jest da oni brtve deformacijama koje nastaju pod utjecajem brtvenog pritiska, zbog čega moraju biti dovoljno meki, pa se u praksi i nazivaju mekim brtvilima. Za tu svrhu uzimaju se nemetalni i metalni materijali. Prvi su ponekad vlakna (prvenstveno kudjeljna, pamučna i nekad azbestna), ali i koža, guma, plastične mase. Meki metali koji se upotrebljavaju za ovaj način brtvljenja jesu olovo, bakar, aluminij, kositar i neke njegove legure. Neki materijali za brtvljenje nabijanjem dobivaju se kombiniranjem mekih nemetalnih i metalnih materijala. Posebnu skupinu materijala za ovaj način brtvljenja čine grafitne i grafitirane brtve koje služe za izravno nabijanje u brtvenice.
Od vlaknastih brtvila za ovu svrhu najviše se upotrebljavaju pletenice s kvadratnim presjekom, ali često se susreću i one s kružnim i pravokutnim presjekom. Već prema namjeni, ova brtvila mogu biti neimpregnirana (suha) ili impregnirana. Najčešće je impregnant mazivo (masne pletenice), koje ne samo osigurava podmazivanje već i služi kao zaštita od kemijskog djelovanja fluida. Osim toga, već prema potrebama impregnanti mogu biti voskovi, elastomeri i druge plastične mase, kao i grafit. 
Od kože, gume i plastičnih masa izrađuju se prstenaste brtve za nabijanje. Opruga brtvenice služi za kompenzaciju nepovoljnog utjecaja toplinskog istezanja (dilatacije) dijelova za brtvljenje.

### Slike
|                              |                                                                                                 | |
| Pletenica kvadratnog oblika. | Brtvenica vretena protočnog ventila: 1. brtvenica, 2. jaram, 3. vreteno, 4. vodilica, 5. brtva. | Brtvenica s teflonskim prstenovima opterećena oprugom: 1. prstenovi trapeznog presjeka, 2. opruga. |